# Krzyk Wilhelma

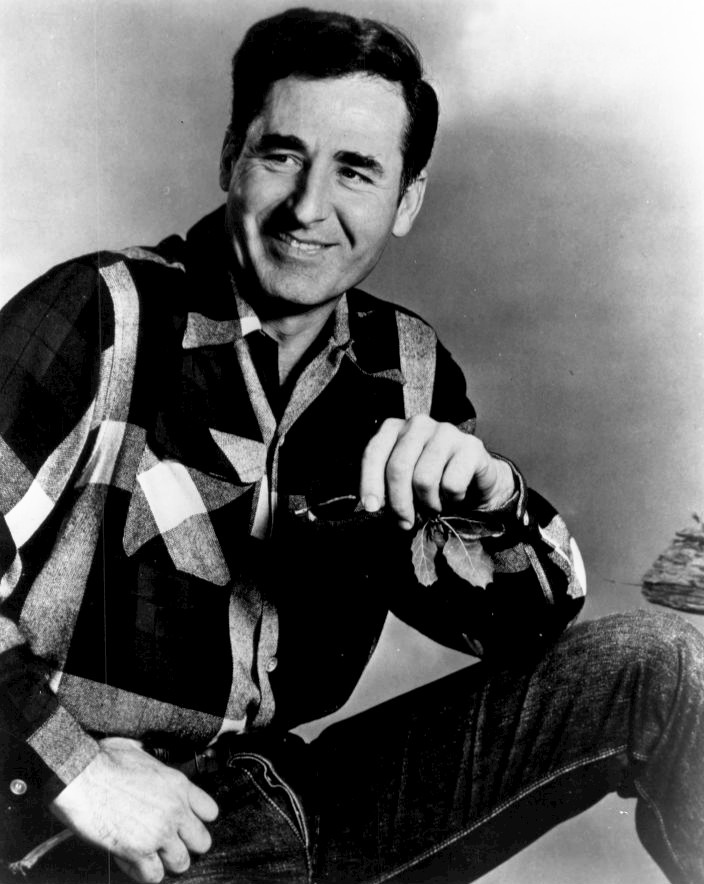
Sheb Wooley, autor krzyku Wilhelma

Krzyk Wilhelma (ang. Wilhelm scream) – popularny filmowy efekt dźwiękowy. Został nagrany na potrzeby filmu Odległe bębny z 1951 roku, a jego autorem jest amerykański aktor i piosenkarz Sheb Wooley. Krzyk miał imitować okrzyk bólu wydawany przez człowieka ugryzionego przez aligatora.
Aż do połowy lat 70. efekt ten pojawiał się tylko w filmach wytwórni Warner Bros. Został spopularyzowany przez amerykańskiego dźwiękowca Bena Burtta (późniejszego laureata Oscara), który wykorzystał go w Gwiezdnych wojnach (1977). Burtt nazwał efekt „krzykiem Wilhelma”, ponieważ tak nazywała się postać z westernu The Charge at Feather River (1953), w którym zauważył go po raz pierwszy. 
Krzyk został wykorzystany w wielu filmach (m.in. w trylogii Władca Pierścieni, filmach o Indianie Jonesie, Toy Story czy Planecie małp) oraz grach komputerowych (m.in. Red Dead Redemption czy produkcje z serii Grand Theft Auto) i jest jednym z najpopularniejszych filmowych efektów dźwiękowych. Często traktowany jest jako dowcip wśród producentów filmowych. Jednym z polskich filmów, w których został użyty krzyk Wilhelma, jest film wojenny 1920 Bitwa warszawska z 2011 roku.